# Nicola Tyson
Nicola Tyson (Londres, 1960) és un pintor britànic que viu a Nova York. El seu treball consisteix en el que ella descriu com a "psicofiguració", i es refereix principalment a qüestions d'identitat, el gènere i la sexualitat. Va estudiar a l'Escola d'Art de Chelsea de Londres (1979-1980) i a Central Saint Martins de Londres (1980-1981 i 1986-1989).

## Obra
Encara que Tyson treballa en molts mitjans, incloent-hi l'escultura, és coneguda sobretot com a pintora figurativa. Les figures de Tyson tendeixen a ser deformes i es presenten amb proporcions inesperades. El seu treball ha estat connectat estilísticament amb l'expressionisme britànic de postguerra, específicament amb artistes com Francis Bacon i Hans Bellmer.

### Dead Letter Men
El 2013 Tyson va publicar Dead Letter Men, una col·lecció de cartes escrites per ella a artistes masculins morts com Francis Bacon, Édouard Manet i Pablo Picasso.Per Tyson, aquestes cartes satíriques reuneixen "anècdotes autobiogràfiques, política sexual i història de l'art per crear una mena de sopa de la qual es posa de manifest que [la seva] obra ha evolucionat".

## Exposicions
El 1993 Tyson va elaborar la seva primera exposició individual a Trial Balloon, un espai que es va crear exclusivament per mostrar les artistes a Nova York. El 1995 va tenir la seva primera exposició individual a la Galeria Anthony d'Offay de Londres, que va ser seguida per una mostra dels seus dibuixos a la Galeria Entwistle.
Ha exposat en nombroses exposicions col·lectives, incloent-hi The Whitechapel Open a la Galeria Whitechapel de Londres (1989), i New Work: Painting Today Recent Acquisitions al Museu d'Art Modern de San Francisco (1999).

## Mercat d'art
La Galeria Friedrich Petzel representa Tyson a Nova York, i Sadie Coles HQ ho fa a Londres.